# Albrecht von Graefe
Friedrich Wilhelm Ernst Albrecht von Graefe (født 22. maj 1828 i Berlin, død 20. juli 1870 sammesteds) var en tysk øjenlæge. Han var søn af Carl Ferdinand von Graefe.
Von Graefe studerede i Berlin og blev dr. med. 1847 med afhandlingen De bromo ejusque præparatis. Han tog statseksamen 1848 og begav sig udenlands uden at have i sinde at studere nogen bestemt del af medicinen. Arlt i Prag fik ham til at interessere sig for øjensygdommene, som han derefter studerede hos Jäger, Desmarres, Bowman og flere. Af endnu større betydning for hele von Graefes udvikling blev, at han i London traf hollænderen Donders, til hvem han hele livet igennem var stærkt knyttet. I 1850 vendte von Graefe tilbage til Berlin, og åbnede en, snart berømt, øjenklinik, og i von Graefes hånd blev det af Helmholtz 1851 opfundne oftalmoskop et instrument, der på alle områder udvidede den oftalmologiske diagnostik. I 1852 blev von Graefe privatdocent (afhandling Über die Wirkung der Augenmuskeln), og samme år holdt han et opsigtsvækkende foredrag om helbredelse af skelen ved operation, hvad man tidligere ikke havde troet muligt. Von Graefe udnævntes 1857 til ekstraordinær, 1866 til ordentlig professor.
Når von Graefe regnes blandt de største oftalmologer, er det med fuld ret. Han viste, at den ved hjernelidelser indtrædende blindhed skyldes en betændelse (ikke en lammelse) af synsnerven, han påviste stasepapillen som tegn på hjernesvulster, og han erkendte den pludselig indtrædende blindhed som værende forårsaget af en trombose i nethindens centrale pulsåre. Mange mennesker reddedes fra blindhed ved hans indførelse af det perifere linearsnit ved stæroperation, i modsætning til det tidligere lapsnit, men alt dette er i betydning for intet at regne imod hans anvendelse af tridektomi ved glaukom, hvorved denne lidelse bringes til at standse og ofte til at helbredes. Von Graefe grundlagde tidsskriftet Archiv für Ophthalmologie (1854) og skrev blandt andet Ueber die Iridectomie bei Iritis, Ueber das Gesichtsfeld bei Amblyopie, Schielen und Schielenoperation, Ueber Morbus Basedowi, Die Iridectomie bei Glaucom, Über Embolie der Arteria centralis retinæ, Neuritis optica nach Cerebralkrankheiten og så videre. Der rejstes 1882 et mindesmærke for von Graefe i Charitéhaven i Berlin. Han var gift med en dansk dame, komtesse Knuth, der oprettede et legat for det Kongelige Blindeinstitut, der bærer von Graefes navn.